# Маунт Ер (Индијана)
Маунт Ер (енгл. Mount Ayr) град је у америчкој савезној држави Индијана.

## Демографија
По попису из 2010. године број становника је 122, што је 25 (-17,0%) становника мање него 2000. године.
| Група             | 2000.       | 2010.       |
| Белци             | 146 (99,3%) | 114 (93,4%) |
| Афроамериканци    | 0 (0,0%)    | 0 (0,0%)    |
| Азијати           | 0 (0,0%)    | 0 (0,0%)    |
| Хиспаноамериканци | 0 (0,0%)    | 7 (5,7%)    |
| Укупно            | 147         | 122         |